# Швече
Швѐче (на полски: Świecie; на немски: Schwetz) е град в Северна Полша, Куявско-Поморско войводство. Административен център е на Швечки окръг и Швечка община. Заема площ от 11,87 км2.

## География
Градът се намира в етнокултурната област Кочевия, която е част от историческия регион Померелия. Разположен е близо до левия бряг на Висла, на 43 километра североизточно от Бидгошч, на 48 километра северозападно от Торун и на 27 километра югозападно от Груджьондз.

## История
Първото писмено споменаване на селището датира от 1198 година. Получава градски права през 1338 година. В периода 1975 – 1998 година е част от Бидгошчкото войводство.

## Население
Населението на града възлиза на 25 924 души (2017 г.). Гъстотата е 2184 души/км2.
Демографско развитие

## Административно деление
Административно градът е разделен на 8 района.
- Старе Място
- Шрудмешче (Нови Швят)
- Хмелники
- Пшехово
- Ошедле Кошчушки
- Марянки
- Мястечко
- Ошедле 800-лечя

## Личности
- Роман Ляндовски – писател
- Януш Юзефович – актьор и режисьор
- Алекси Кужемски – боксьор
- Едуард Рохлиц – немски инженер
- Давид Конарски – волейболист, национал
- Веслав Шмигел – римокатолически духовник, торунски епископ

## Градове партньори
- Куусанкоски, Финландия
- Офида, Италия
- Пешице, Полша

## Фотогалерия
- Тевтонският замък в града
- Катедралата
- Район „Марянки“